# 작업 스케줄러
작업 스케줄러 또는 잡 스케줄러(job scheduler)는 작업의 무인 백그라운드 프로그램 실행을 제어하기 위한 컴퓨터 응용 프로그램이다. 비대화형 작업 실행을 일괄 처리라고 부르기도 하지만 이를 일반적으로 일괄 스케줄링(batch scheduling)이라고 한다. 하지만 전통적인 작업(job)과 일괄(batch)은 구별되고 대조된다. 다른 동의어로는 배치 시스템(batch system), 분산 리소스 관리 시스템(DRMS, distributed resource management system), 분산 리소스 관리자(DRM, distributed resource manager) 및 일반적으로 오늘날 워크로드 자동화(WLA, workload automation)가 있다. 실행할 작업의 데이터 구조를 작업 큐(job queue)라고 한다.
최신 작업 스케줄러는 일반적으로 분산 컴퓨터 네트워크에서 백그라운드 실행을 정의하고 모니터링하기 위한 단일 제어 지점과 그래픽 사용자 인터페이스를 제공한다. 다양한 운영체제 플랫폼과 비즈니스 애플리케이션 환경 전반에 걸쳐 기존 백그라운드 IT 처리와 실시간 비즈니스 활동의 통합을 조율하는 데 작업 스케줄러가 점점 더 필요해지고 있다.
작업 스케줄링은 운영 체제가 현재 실행 중인 프로세스를 CPU에 할당하는 프로세스 스케줄링과 구별한다.

## 같이 보기
- 연산 자원
- 분산 컴퓨팅
- 오케스트레이션 (컴퓨팅)